# 오사케위흐티외
오사케위흐티외(핀란드어: osakeyhtiö [ˈosɑkeˌyhtiø][*], 스웨덴어: Aktiebolag)는 핀란드식 주식회사 또는 유한책임회사다. 약자는 Oy 오위[*]. 스웨덴어 약자는 Ab.
헬싱키 증권거래소에 상장된 기업은 "공개주식회사" 또는 "공개유한회사"라는 뜻의 율키넨 오사케위흐티외(핀란드어: julkinen osakeyhtiö, 스웨덴어: publikt aktiebolag), 약자로는 Oyj 오위이[oː yː jiː][*]라고 한다. 